# Dendrobium clausum
Dendrobium clausum är en orkideart som beskrevs av Rudolf Schlechter. Dendrobium clausum ingår i släktet Dendrobium, och familjen orkidéer. Inga underarter finns listade i Catalogue of Life.